# Датта (посёлок при станции)
Да́тта — посёлок при одноимённой станции в Ванинском районе Хабаровского края, входит в состав Высокогорненского городского поселения.

## Население
| 1926 | 2002 | 2010 | 2011 | 2012 | 2021 |
| ---- | ---- | ---- | ---- | ---- | ---- |
| 116  | ↘29  | ↘24  | →24  | ↘19  | ↘7   |